# Medhochzwei Verlag
Der medhochzwei Verlag ist ein Verlag mit Sitz in Heidelberg, der 2009 von Julia Rondot gegründet wurde. Der Schwerpunkt liegt auf Fach- und Sachinformationen für Führungskräfte und Berufsgruppen im Gesundheitswesen sowie auf den Themen Altern und Demenz. Außerdem gibt es ein Kinderbuchprogramm zu Gesundheitsthemen.

## Gründung
Geschäftsführende Gesellschafterin des Verlags ist Julia Rondot. Rondot hatte sich nach Beendigung ihres Jurastudiums 1995 an der Universität Heidelberg in die Verlagsbranche orientiert. Sie gründete 2009 auf Basis eines Management-Buy-outs der Marke „Economica“ der Verlagsgruppe Hüthig Jehle Rehm einen Verlag. Die Verlagsmarke Economica wurde 2010 eingestellt, der Verlagsnamen in medhochzwei Verlag verändert.

## Verlagsprogramm
Das Themenspektrum reicht von Pflegemanagement, Krankenhausmanagement, Case Management, Medizinrecht, Psychotherapie über Altern, Demenz und seelische Gesundheit für Erwachsene und Kinder bis hin zum Umgang mit digitalen Medien. Dabei werden übergreifende Fragestellungen der Gesundheitsversorgung, Krankenversicherung und Gesundheitspolitik behandelt. Seit 2018 runden Vorlesebücher für Kinder das Verlagsprofil ab. Diese Bücher werden zusammen mit Pädagogen, Psychotherapeuten und anderen Experten entwickelt. Mit den Fachpublikationen werden sowohl einzelne Personen als auch Verbände, Institutionen und Organisationen, die im Gesundheitswesen tätig sind, erreicht.
Insgesamt umfasst das Netzwerk von medhochzwei heute rund 1.300 Autorinnen und Autoren, darunter die Demenz-Aktivistin und Regisseurin Sophie Rosentreter, Boris Augurzky, leitender Mitarbeiter am RWI – Leibniz-Institut für Wirtschaftsforschung, der Psychotherapeut Christian Lüdke sowie der Cartoonist Peter Gaymann.
Zu den produzierten Medien des Verlags zählen Bücher, E-Books, Hörbücher, Zeitschriften, Loseblattwerke, Unterlagen für Schulungen und Seminare usw. Der Podcast zum Thema Demenz gewann 2020 den zweiten Platz des Open Innovation Wettbewerbs des Digitalen Demenzregisters Bayern.